# Altes Amtshaus (Ailringen)

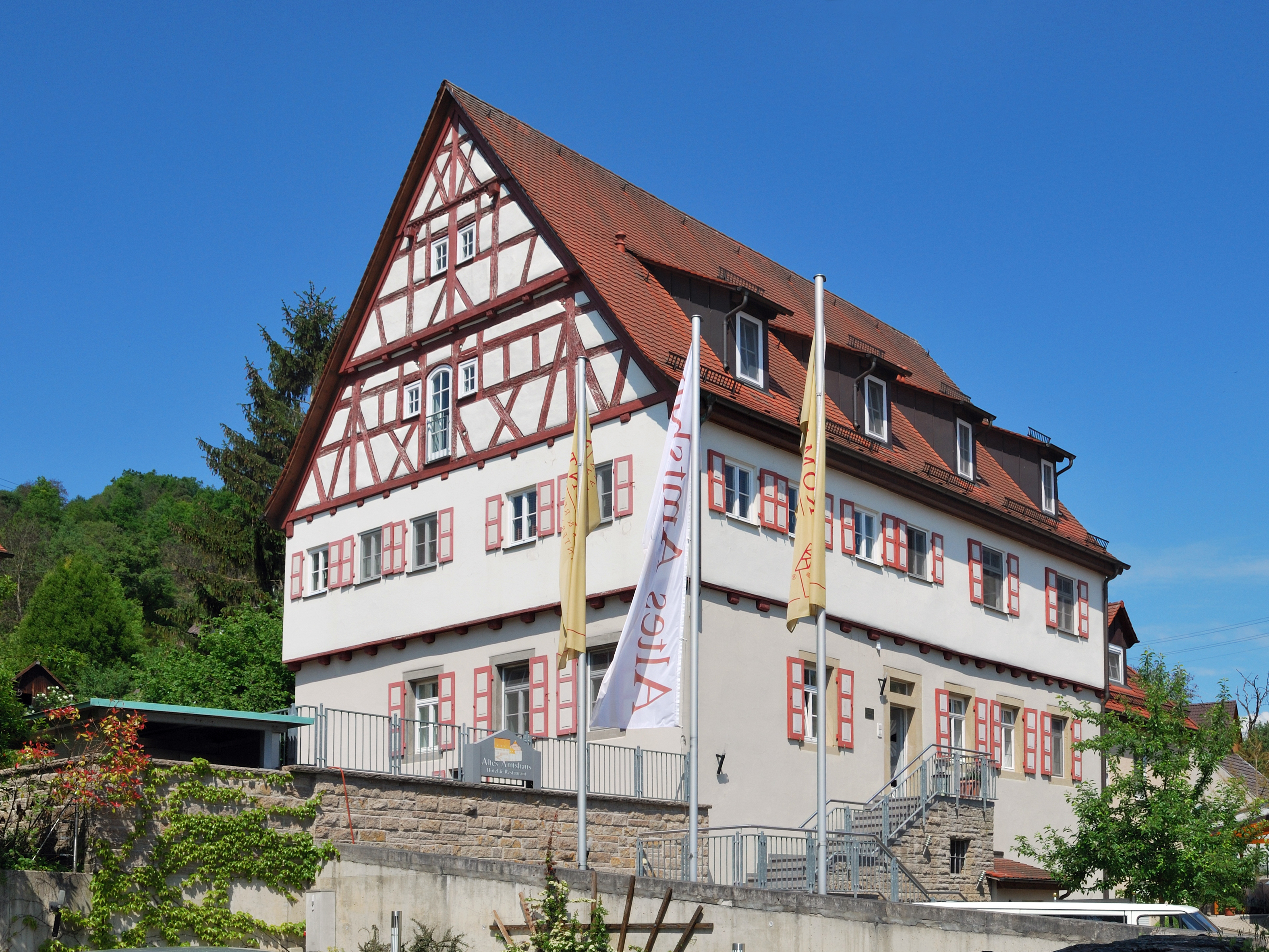
Altes Amtshaus in Ailringen

Das Alte Amtshaus in Ailringen, einem Ortsteil der Gemeinde Mulfingen im baden-württembergischen Hohenlohekreis, wurde 1580 errichtet.
Das zweigeschossige Fachwerkhaus am Kirchbergweg 3 wurde von Reinhold Würth gekauft und von 1994 bis 1997 von Grund auf renoviert und zu einem Hotel und Restaurant umgebaut.
Lediglich Andreaskreuze am Giebel dienen als Fassadenschmuck.